# Carl Oscar Schlyter
Carl Oscar Schlyter, född 4 juli 1836 i Uppsala, död 19 juni 1907 i Hudiksvall, var en svensk jurist. Han var son till Carl Johan Schlyter.
Schlyter blev 1853 student vid Lunds universitet, där han avlade hovrättsexamen 1856 och kansliexamen 1857. Han blev vice häradshövding 1861. Schlyter var sakförare i Stockholm 1874–1878 och häradshövding i Norra Hälsinglands domsaga 1884–1906. Han var även verksam som botaniker. Schlyter blev riddare av Nordstjärneorden 1894.